# Шивр-Валь
Шивр-Валь (фр. Chivres-Val) — коммуна во Франции, находится в регионе Пикардия. Департамент коммуны — Эна. Входит в состав кантона Фер-ан-Тарденуа. Округ коммуны — Суасон.
Код INSEE коммуны — 02190.

## Население
Население коммуны на 2010 год составляло 585 человек.
| 1962 | 1968 | 1975 | 1982 | 1990 | 1999 | 2010 |
| ---- | ---- | ---- | ---- | ---- | ---- | ---- |
| 345  | 385  | 471  | 501  | 596  | 575  | 585  |

## Экономика
В 2010 году среди 371 человека трудоспособного возраста (15—64 лет) 267 были экономически активными, 104 — неактивными (показатель активности — 72,0 %, в 1999 году было 70,1 %). Из 267 активных жителей работали 238 человек (125 мужчин и 113 женщин), безработных было 29 (14 мужчин и 15 женщин). Среди 104 неактивных 23 человека были учениками или студентами, 48 — пенсионерами, 33 были неактивными по другим причинам.